# Cerithiopsis alabastrula
Cerithiopsis alabastrula là một loài ốc biển rất nhỏ, là động vật thân mềm chân bụng sống ở biển trong họ Cerithiopsidae. Loài này được Otto Andreas Lowson Mörch mô tả vào năm 1876.